# Doubles noces de Cambrai
Les doubles noces de Cambrai ont eu lieu le 12 avril 1385 à Cambrai. Cet événement a scellé l'alliance entre la maison de Bourgogne de Philippe le Hardi et celle de la maison de Wittelsbach d'Albert Ier de Haimaut.
Le duc Philippe a unis ses enfants à ceux d'Albert, comte de Hollande, de Zélande et de Hainaut et duc de Bavière-Straubing. Ainsi, sa fille, Marguerite est mariée à Guillaume IV de Hainaut (qui devint plus tard Guillaume VI de Hollande), et son fils Jean, à Marguerite.
Le double mariage était un événement majeur au niveau européen, Charles VI étant l'un des invités. La messe de mariage s'est déroulée dans la cathédrale de Cambrai. Les festivités ont duré huit jours et 20 000 invités y ont participé.

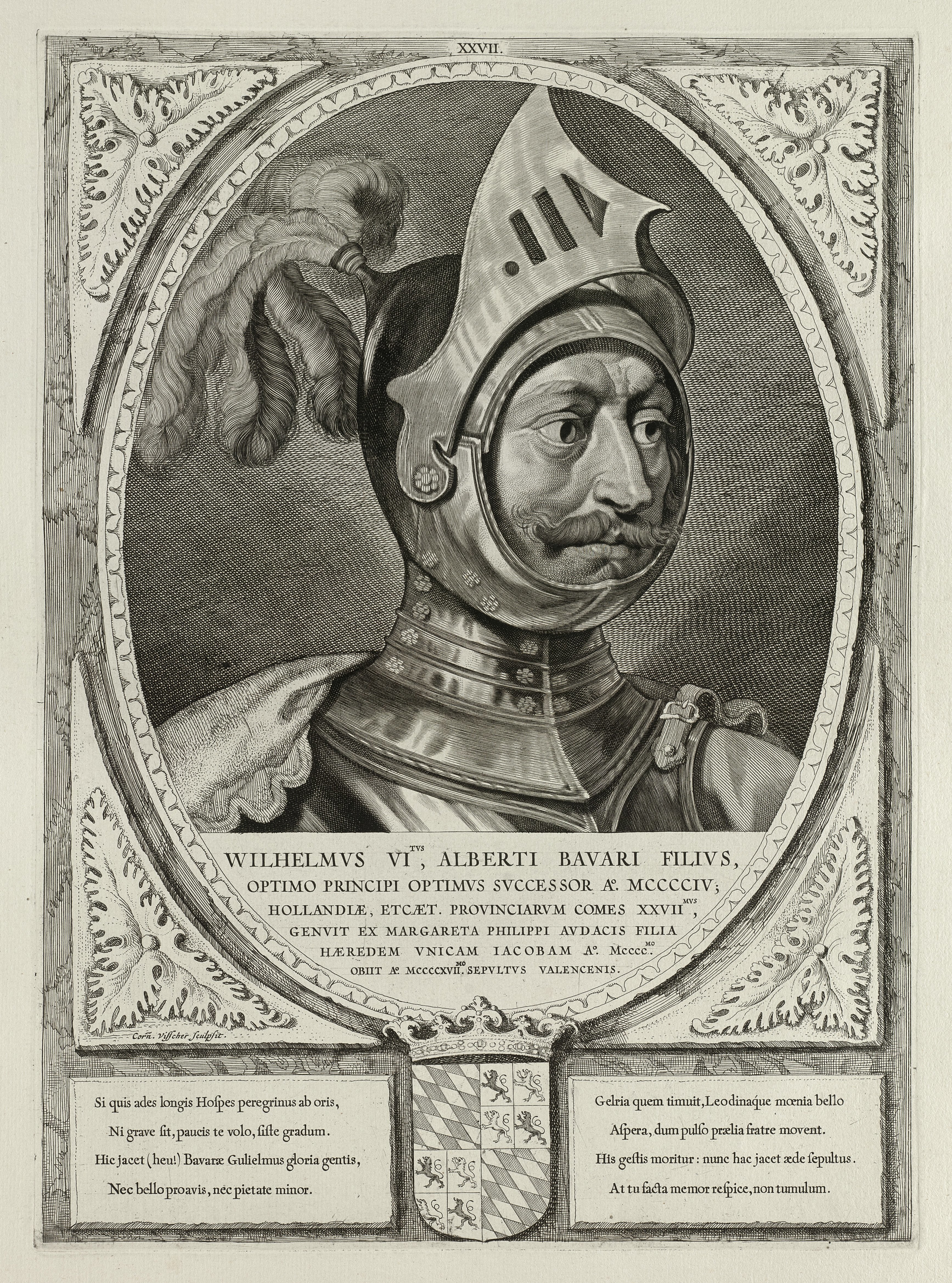
Guillaume d'Orstrevant
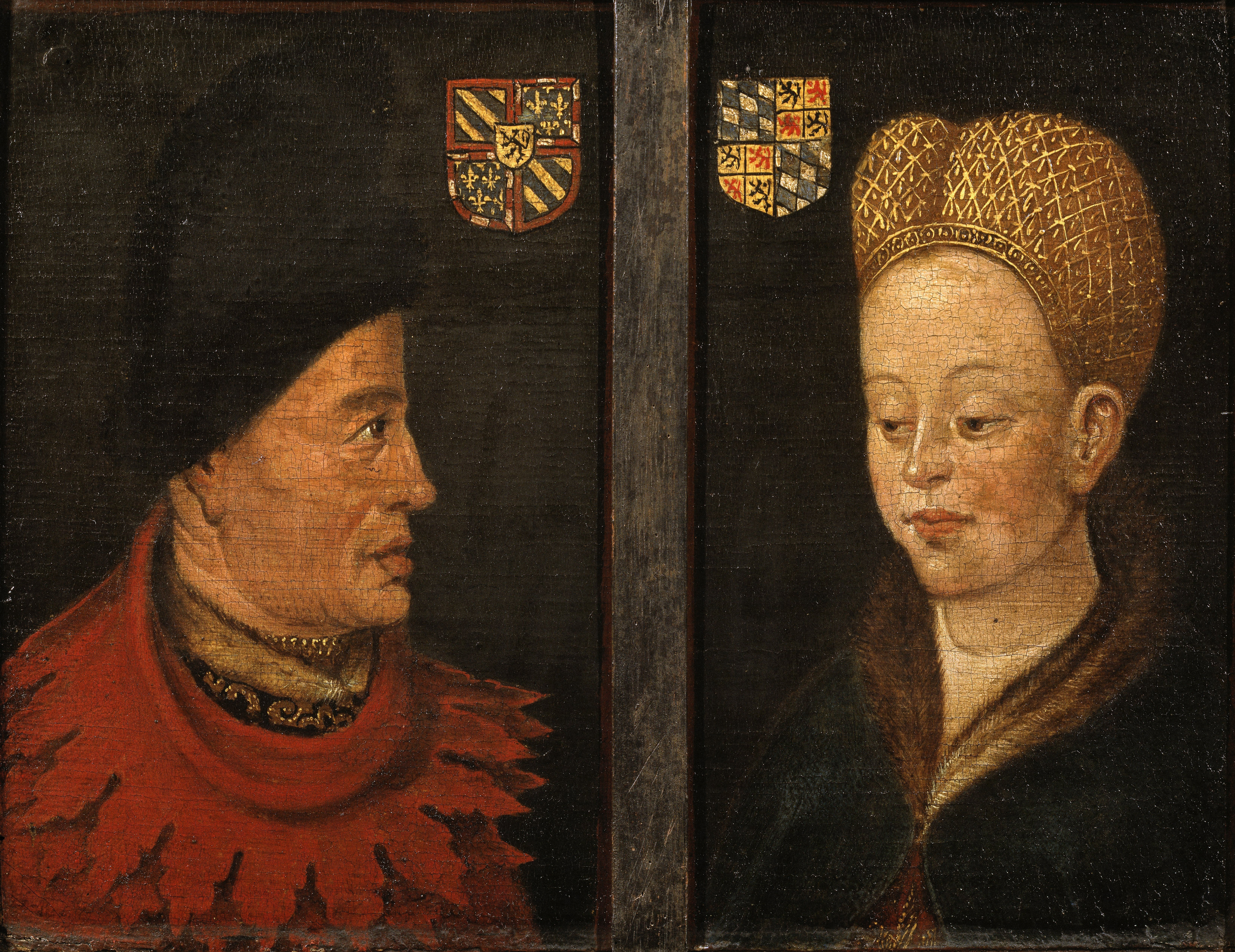
Jean sans Peur et Marguerite de Bavière